# Elasmosaurus
 Elasmosaurus  ist eine Gattung der Plesiosaurier aus der Oberkreide von Nordamerika. Der Gattungsname bedeutet „Plattenechse“ (gr. elasma „Platte“, saura = „Echse“). Von den vielen beschriebenen Arten ist seit einer Überarbeitung der Gattung durch Kenneth Carpenter nur noch die Typusart Elasmosaurus platyurus gültig. Die übrigen Arten wurden neuen Gattungen zugeordnet, darunter Libonectes, Hydralmosaurus und Styxosaurus.

## Entdeckungsgeschichte

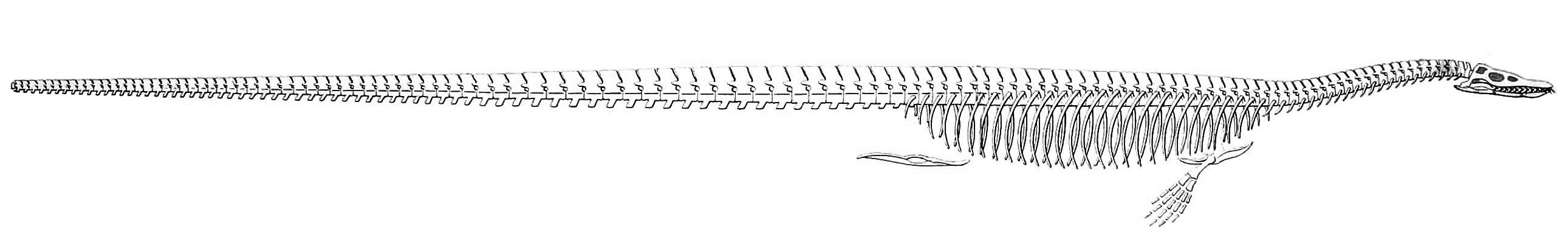
Copes Elasmosaurus mit dem Kopf an der Schwanzspitze

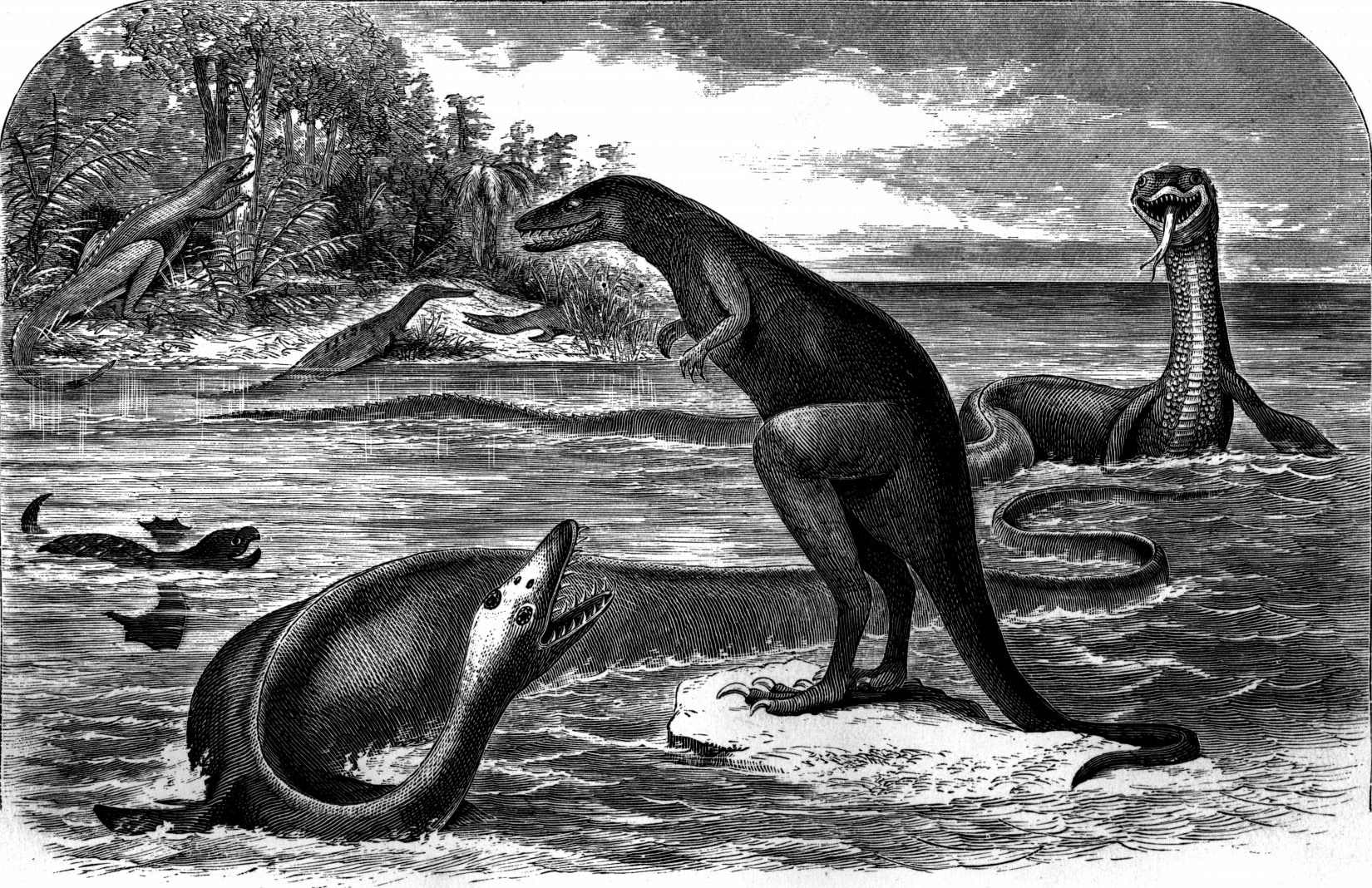
Diese Zeichnung Copes, veröffentlicht 1869 im The American Naturalist, zeigt zwei Elasmosaurus (vorn links und rechts hinten) mit vertauschtem Hals und Schwanz.

1867 fand der Physiker Theophilus Turner in Kansas drei Wirbel, die er an Edward Drinker Cope sandte. Dieser bat Turner, den Rest des Fossils zu bergen, und erkannte bei der Untersuchung des Skeletts, dass das Fossil zu den Plesiosauriern gehörte, aber einen ungewöhnlich langen Schwanz, einen kurzen Hals und seltsame Wirbel hatte. 1869 veröffentlichte er seine Beschreibung von Elasmosaurus platyurus in den Proceedings of the Boston Society of Natural History.
Da die meisten Plesiosaurier lange Hälse und kurze Schwänze hatten, schuf er ein neues Taxon, die Streptosauria (Gr.: streptos = umgedreht). Cope hatte die Wirbelanatomie missverstanden und den Kopf an die Schwanzspitze montiert. Als sein damaliger Freund Othniel Charles Marsh ihn auf diesen peinlichen Irrtum aufmerksam machte, korrigierte Cope seinen Fehler und versuchte, alle Ausgaben der Originalbeschreibung aufzukaufen. In dieser Begebenheit wird oft der wesentliche Anlass für die als die „Bone-Wars“ („Knochenkriege“) bekannte Rivalität der beiden Paläontologen gesehen, die bis zu Copes Tod 1897 andauerte. Heute hängt das Skelett mit dem Kopf am richtigen Ende in den Räumen der Academy of Natural Sciences in Philadelphia.

## Beschreibung

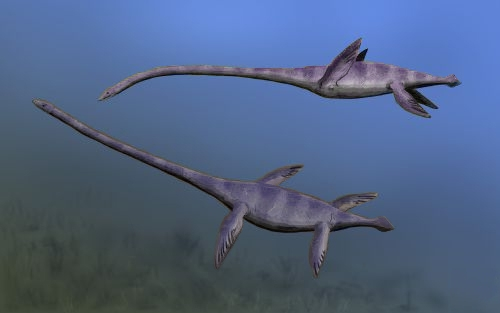
Lebendrekonstruktion von Elasmosauren

Elasmosaurus wurde etwa elf bis zwölf Meter lang. Der verhältnismäßig kleine Kopf maß dagegen nur 40 cm. Die Wirbelsäule bestand aus 72 Halswirbeln, fünf Wirbeln im Bereich der Vordergliedmaßen, 18 Rückenwirbeln, sechs Kreuzbeinwirbeln und etwa 21 Schwanzwirbeln. Die 72 Halswirbel stellten bis zur Entdeckung von Albertonectes einen Rekord unter allen Wirbeltieren dar. Lediglich der sauropode Dinosaurier Mamenchisaurus hatte einen längeren, 13,1 Meter langen Hals, der allerdings nur von 19 sehr langen Halswirbeln gestützt wurde.
Vom Schädel ist nur ein Teil der Schnauze mit schlanken Zähnen und ein Teil des Hinterhauptbeins bekannt. Der in vielen Rekonstruktionen gezeigte Schädel ist der des Styxosaurus. Überreste des kreidezeitlichen, pelagischen Knochenfisches Enchodus, die zwischen den Rippen gefunden wurden, zeigen, dass der Elasmosaurus in der Lage war, schnell schwimmende Beute zu fangen.

## Paläobiologie
Umstritten ist die Jagdmethode des Elasmosaurus. Früher stellte man Theorien auf, nach denen der Elasmosaurus seinen Hals einige Meter aus dem Meereswasser emporstreckte, um dort nach Nahrung, wie etwa Fischen, Ausschau zu halten. Nachdem er diese ausfindig gemacht hatte, sollte er sie durch schnelles Wiedereintauchen erbeutet haben. Später wurde diese Theorie jedoch revidiert, da sich die Augen des Elasmosaurus an der Schädeloberseite befinden und somit keinen Blickwinkel nach unten zulassen. Die Lage der Augen lässt vielmehr vermuten, dass das Reptil seiner Beute von unten auflauerte. Da bei hohen Schwimmgeschwindigkeiten der Kopf zur Seite gedrückt worden wäre, konnte Elasmosaurus wahrscheinlich nur mit gerade gestrecktem Hals schnell schwimmen. Aus diesem Grund bewegte sich Elasmosaurus während der Jagd vermutlich langsam und fing Beutetiere, indem er mit seinem langen Hals plötzlich seitlich angriff; diesen Effekt verstärkte er durch Paddeln seiner „Flossen“. Funde lassen erkennen, dass seine Beute primär aus Fischen, Tintenfischen und Ammoniten bestand.